# Exploração da Lua

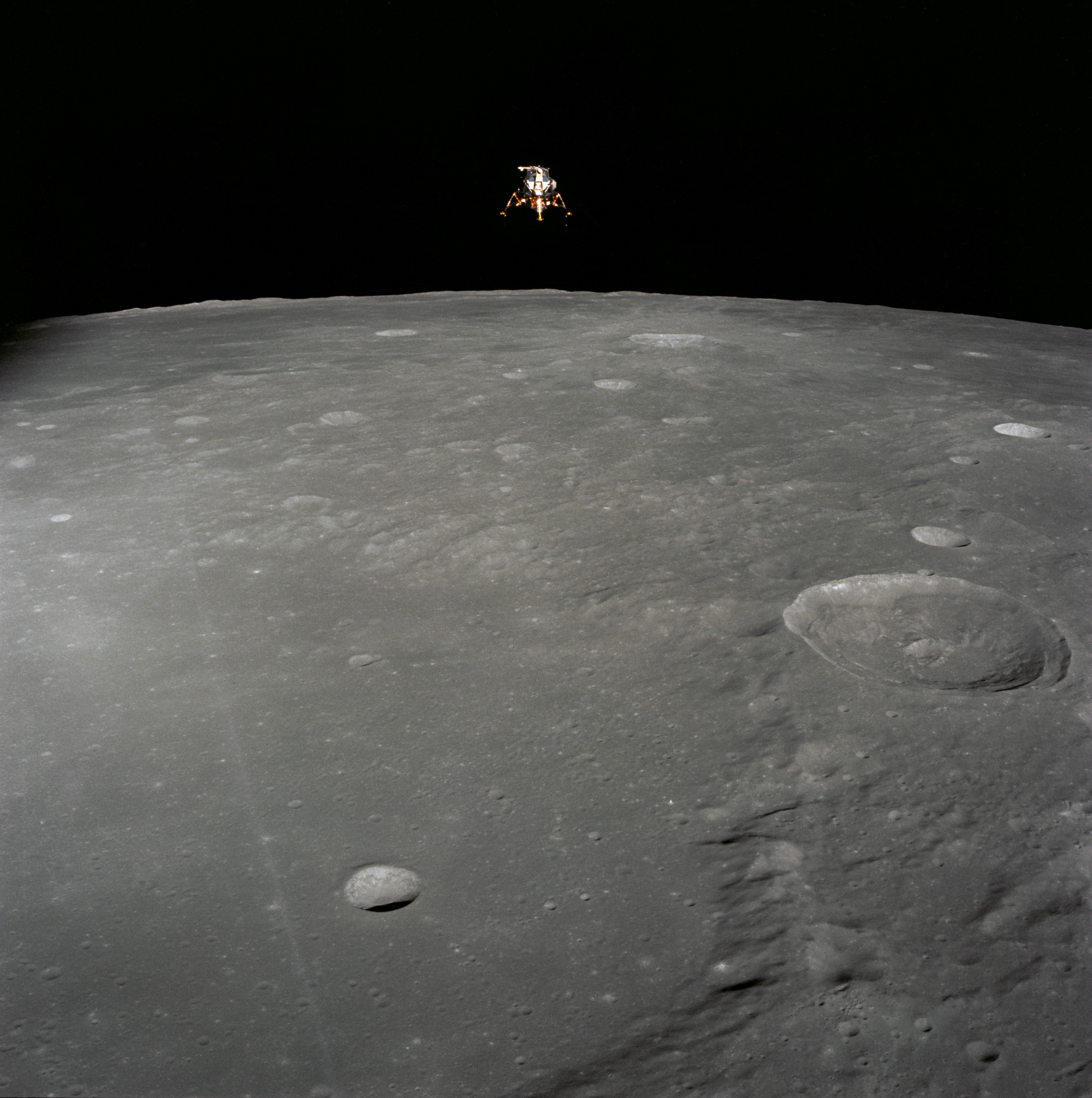
Módulo Lunar Intrepid da Apollo 12 se prepara para descer em direção à superfície da Lua. Foto de Richard F. Gordon Jr.

A exploração física da Lua começou quando a Luna 2, uma sonda espacial lançada pela União Soviética, fez um impacto na superfície da Lua em 14 de setembro de 1959. Antes disso, o único meio de exploração disponível era a observação da Terra. A invenção do telescópio óptico trouxe o primeiro salto na qualidade das observações lunares. Galileo Galilei é geralmente considerado a primeira pessoa a usar um telescópio para fins astronômicos; tendo feito seu próprio telescópio em 1609, os montes e crateras na superfície lunar estavam entre suas primeiras observações.
O programa Apollo da NASA foi o único programa a levar seres humanos à Lua com sucesso, o que fez seis vezes. O primeiro pouso ocorreu em 1969, quando dois astronautas da Apollo 11 colocaram instrumentos científicos e devolveram amostras lunares à Terra.
O primeiro pouso não tripulado no lado oculto da Lua foi feito pela espaçonave chinesa Chang'e 4 no início de 2019, que implantou com sucesso o rover lunar Yutu-2.

## Antes do voo espacial
O antigo filósofo grego Anaxágoras (falecido em 428 a.C.) argumentou que o Sol e a Lua eram rochas esféricas gigantes e que a última refletia a luz da primeira. Sua visão não religiosa dos céus foi uma das causas de sua prisão e eventual exílio. Em sua obra Sobre a face visível da órbita da Lua, Plutarco sugeriu que a Lua tinha recessos profundos nos quais a luz do Sol não chegava e que as manchas nada mais eram do que sombras de rios ou profundos abismos. Ele também considerou a possibilidade de que a Lua fosse habitada. Aristarco deu um passo além e calculou a distância da Terra, juntamente com seu tamanho, obtendo um valor de 20 vezes o raio da Terra para a distância (o valor real é 60; o raio da Terra era aproximadamente conhecido desde Eratóstenes).

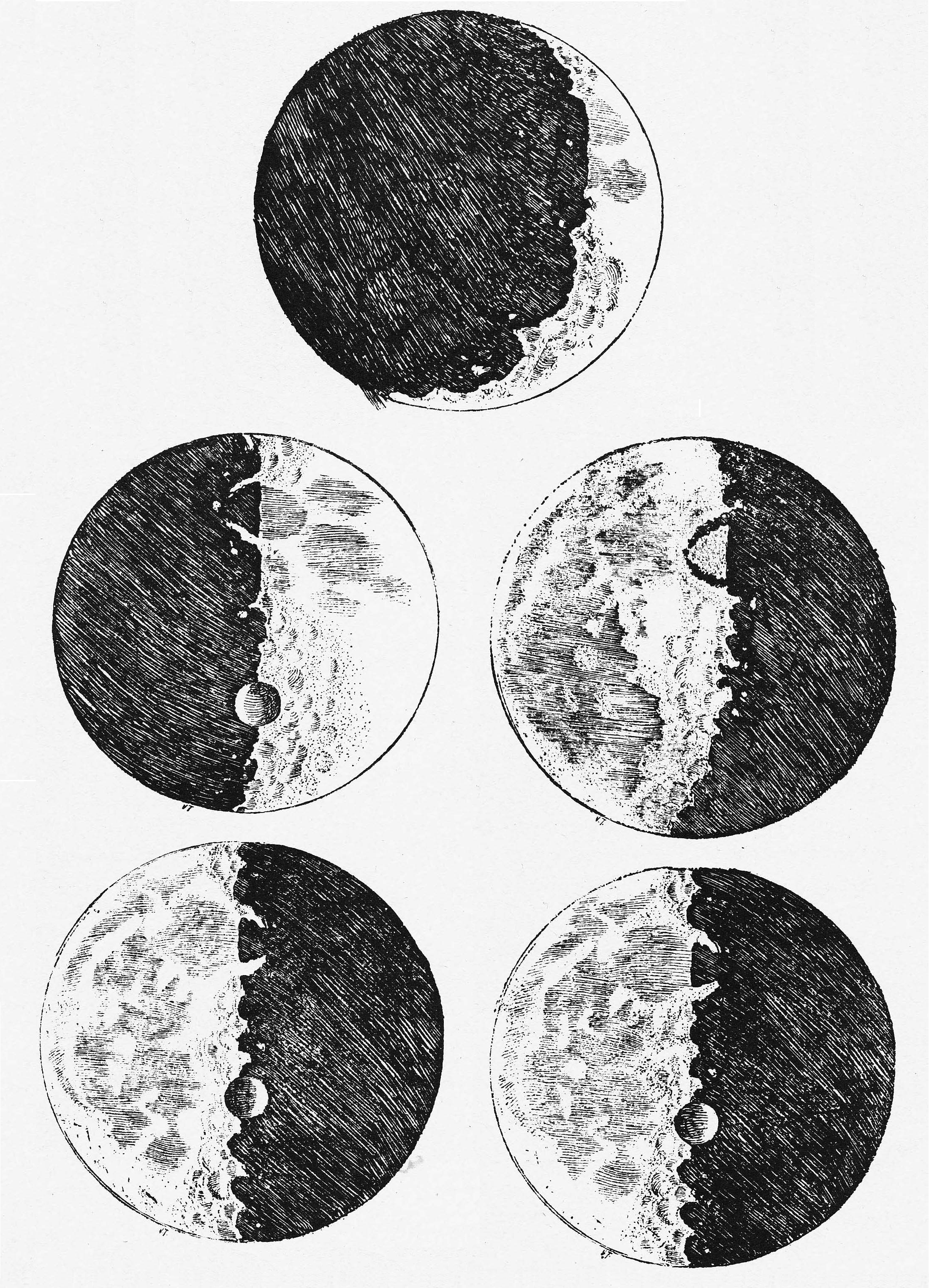
Os esboços da Lua de Galileu a partir do inovador Sidereus Nuncius

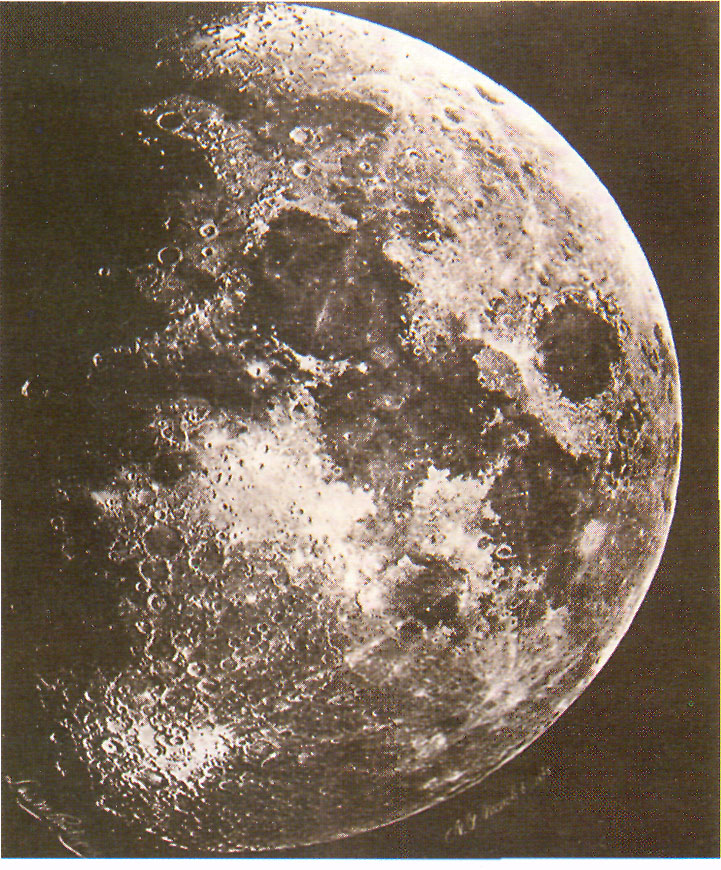
Foto da Lua feita por Lewis Rutherfurd em 1865

Embora os chineses da Dinastia Han (202 a.C-202 d.C) acreditassem que a Lua era energia igualada a qi, sua teoria de 'influência radiante' reconheceu que a luz da Lua era meramente um reflexo da luz solar (mencionado por Anaxágoras acima). Isso foi apoiado por pensadores tradicionais como Jing Fang, que notou a esfericidade da Lua. Shen Kuo (1031–1095) da Dinastia Song (960–1279) criou uma alegoria igualando o aumento e diminuição da Lua a uma bola redonda de prata reflexiva que, quando encharcada com pó branco e vista de lado, pareceria seja um crescente.
Por volta do ano 499 d.C., o astrônomo indiano Ariabata mencionou em seu Aryabhatiya que a luz solar refletida é o que faz a Lua brilhar.
Habash al-Hasib al-Marwazi, um astrônomo persa, conduziu várias observações no observatório Al-Shammisiyyah em Bagdá entre os anos 825 e 835. Usando essas observações, ele estimou o diâmetro da Lua em 3.037 km (equivalente a um raio de 1.519 de km) e sua distância da Terra como 215,209 mi (346,345 km). No século XI, o físico islâmico Alhazém investigou a luz da lua por meio de uma série de experimentos e observações, concluindo que era uma combinação da própria luz da lua e a capacidade da lua de absorver e emitir luz solar.
Na Idade Média, antes da invenção do telescópio, um número crescente de pessoas começou a reconhecer a Lua como uma esfera, embora muitos acreditassem que ela era "perfeitamente lisa". Em 1609, Galileo Galilei desenhou um dos primeiros desenhos telescópicos da Lua em seu livro Sidereus Nuncius e notou que ela não era lisa, mas tinha montanhas e crateras. Mais tarde, no século XVII, Giovanni Battista Riccioli e Francesco Maria Grimaldi desenharam um mapa da Lua e deram a muitas crateras os nomes que ainda hoje possuem. Nos mapas, as partes escuras da superfície da Lua eram chamadas de maria ( mare singular) ou mares, e as partes claras eram chamadas de terrae ou continentes.
Thomas Harriot, assim como Galilei, desenhou a primeira representação telescópica da Lua e a observou por vários anos. Seus desenhos, no entanto, permaneceram inéditos. O primeiro mapa da Lua foi feito pelo cosmógrafo e astrônomo belga Michael Florent van Langren em 1645. Dois anos depois, um esforço muito mais influente foi publicado por Johannes Hevelius. Em 1647, Hevelius publicou Selenographia, o primeiro tratado inteiramente dedicado à Lua. A nomenclatura de Hevelius, embora usada em países protestantes até o século XVIII, foi substituída pelo sistema publicado em 1651 pelo astrônomo jesuíta Giovanni Battista Riccioli, que deu às grandes manchas a olho nu os nomes de mares e as manchas telescópicas (agora chamadas de crateras) o nome de filósofos e astrônomos.
Em 1753, o jesuíta e astrônomo croata Roger Joseph Boscovich descobriu a ausência de atmosfera na Lua. Em 1824, Franz von Gruithuisen explicou a formação de crateras como resultado da queda de meteoritos.

## Corrida espacial

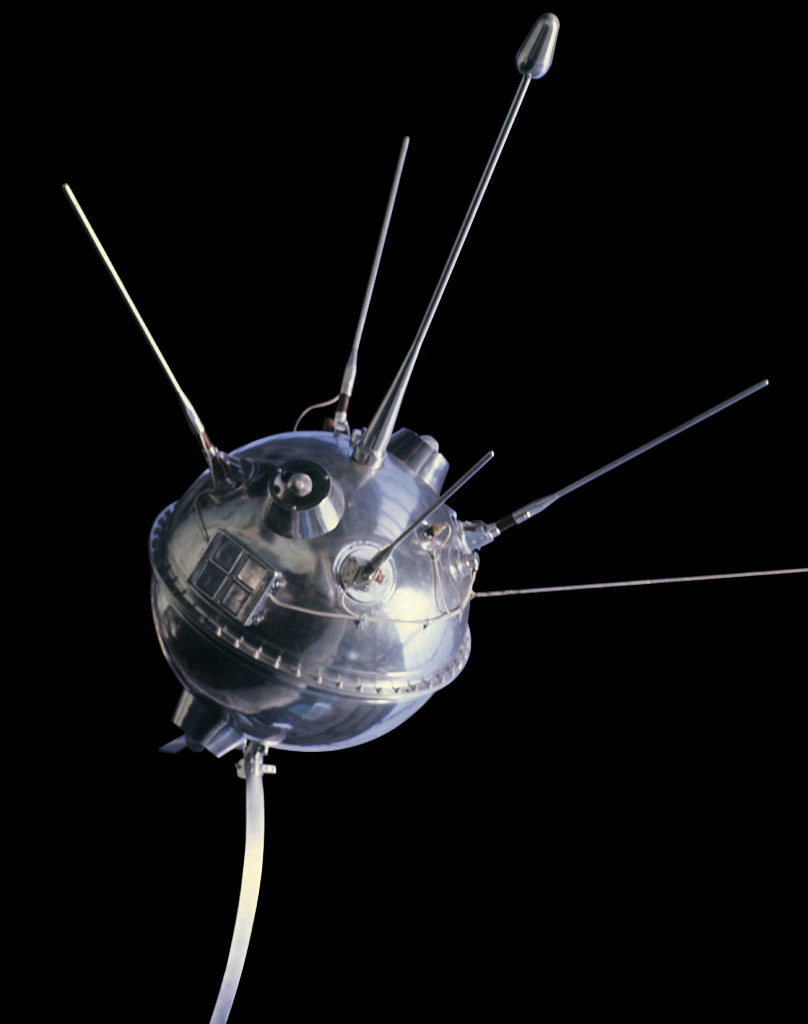
Réplica do museu da Luna 1 e Luna 2

A "corrida espacial" e a "corrida lunar" durante a Guerra Fria entre a União Soviética e os Estados Unidos da América aceleraram com foco na Lua. Isso incluiu muitas estreias cientificamente importantes, como as primeiras fotografias do então invisível lado oculto da Lua em 1959 pela União Soviética e culminou com o desembarque dos primeiros humanos na Lua em 1969, momento histórico que foi amplamente visto em todo o mundo como um dos eventos centrais do século XX e, na verdade, da história da humanidade em geral.
O primeiro objeto artificial a sobrevoar a Lua foi a sonda soviética Luna 1 em 4 de janeiro de 1959, a primeira sonda a alcançar uma órbita heliocêntrica ao redor do sol.
A primeira sonda a impactar a superfície da Lua foi a sonda soviética Luna 2, que fez um pouso forçado em 14 de setembro de 1959, às 21h02min24s UTC. O outro lado da Lua foi fotografado pela primeira vez em 7 de outubro de 1959, pela sonda soviética Luna 3. Embora vagas para os padrões atuais, as fotos mostraram que o outro lado da Lua quase não tinha mare.

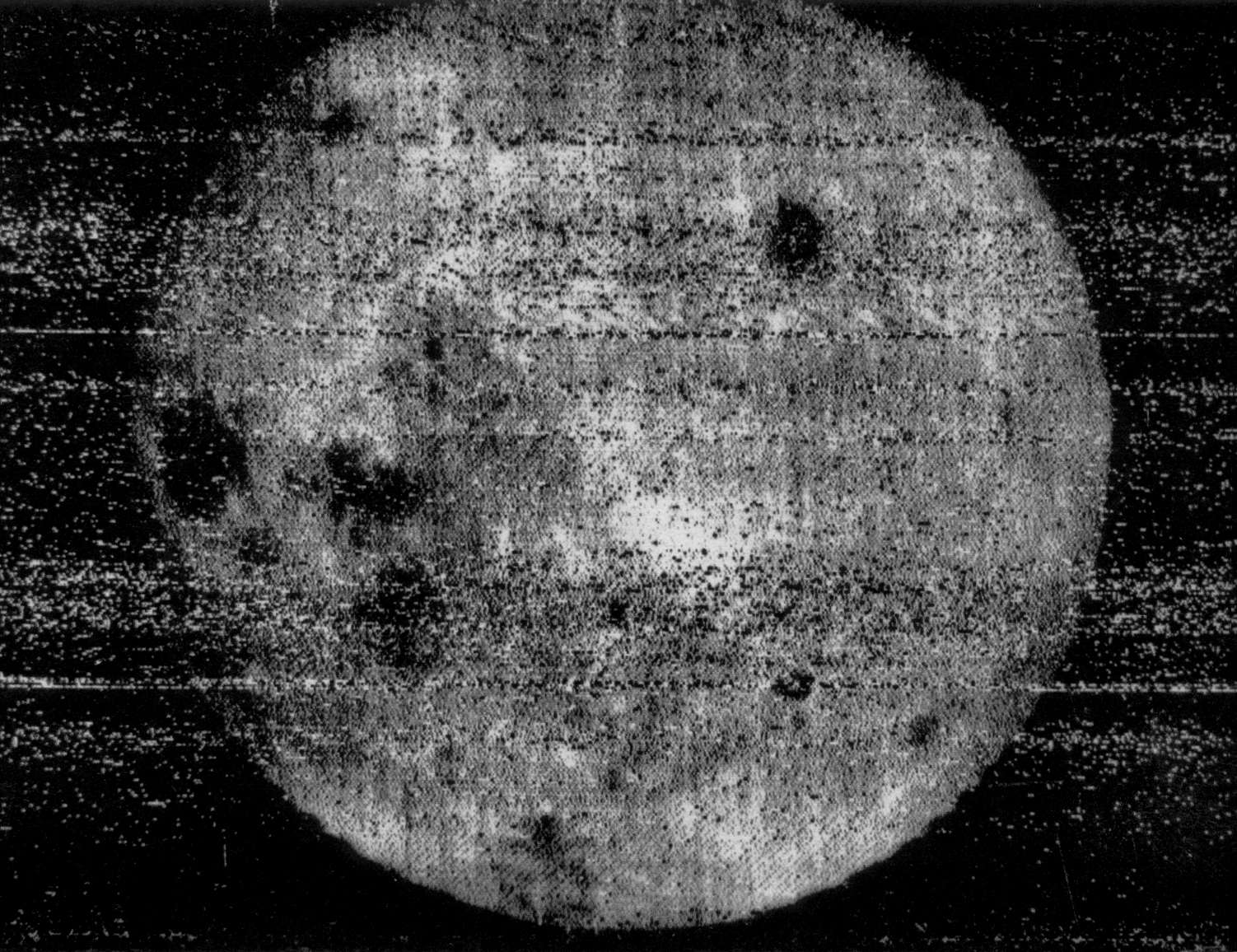
A primeira foto de outro mundo vista do espaço e do lado oculto da Lua, fotografada por Luna 3 em 1959.

A primeira sonda estadunidense a sobrevoar a Lua foi a Pioneer 4 em 4 de março de 1959, que ocorreu logo após a Luna 1. Mas foi o único sucesso de oito sondas estadunidenses que tentaram alcançar a Lua.
Em um esforço para competir com esses sucessos soviéticos, o então presidente estadunidense John F. Kennedy propôs a aterrissagem tripulada na Lua em uma Mensagem Especial ao Congresso sobre Necessidades Nacionais Urgentes:
Agora é hora de dar passos mais longos - hora de um grande novo empreendimento americano - hora de esta nação assumir um papel claramente de liderança na conquista do espaço, que em muitos aspectos pode ser a chave para o nosso futuro na Terra.... Embora não possamos garantir que um dia seremos os primeiros, podemos garantir que qualquer falha em fazer esse esforço nos fará durar.
... Acredito que esta nação deve se comprometer a atingir a meta, antes do final desta década, de pousar um homem na Lua e devolvê-lo em segurança à Terra. Nenhum projeto espacial isolado neste período será mais impressionante para a humanidade ou mais importante na exploração do espaço de longo alcance; e nenhum será tão difícil ou caro de realizar.

... que fique claro que estou pedindo ao Congresso e ao país que assumam um firme compromisso com um novo curso de ação - um curso que durará muitos anos e terá custos muito elevados...

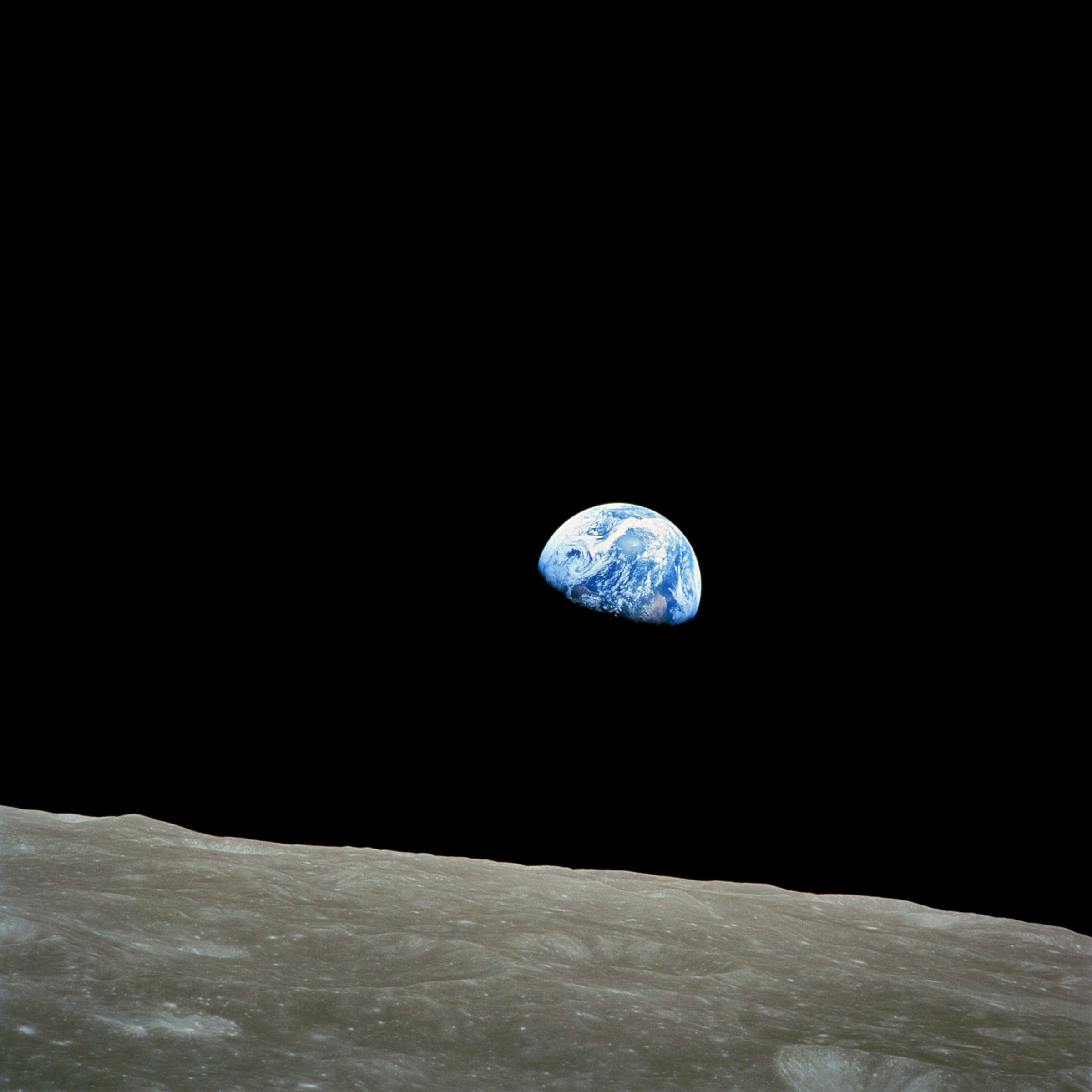
Nascer da Terra, fotografia feita pelo astronauta William Anders da Apollo 8 em dezembro de 1968

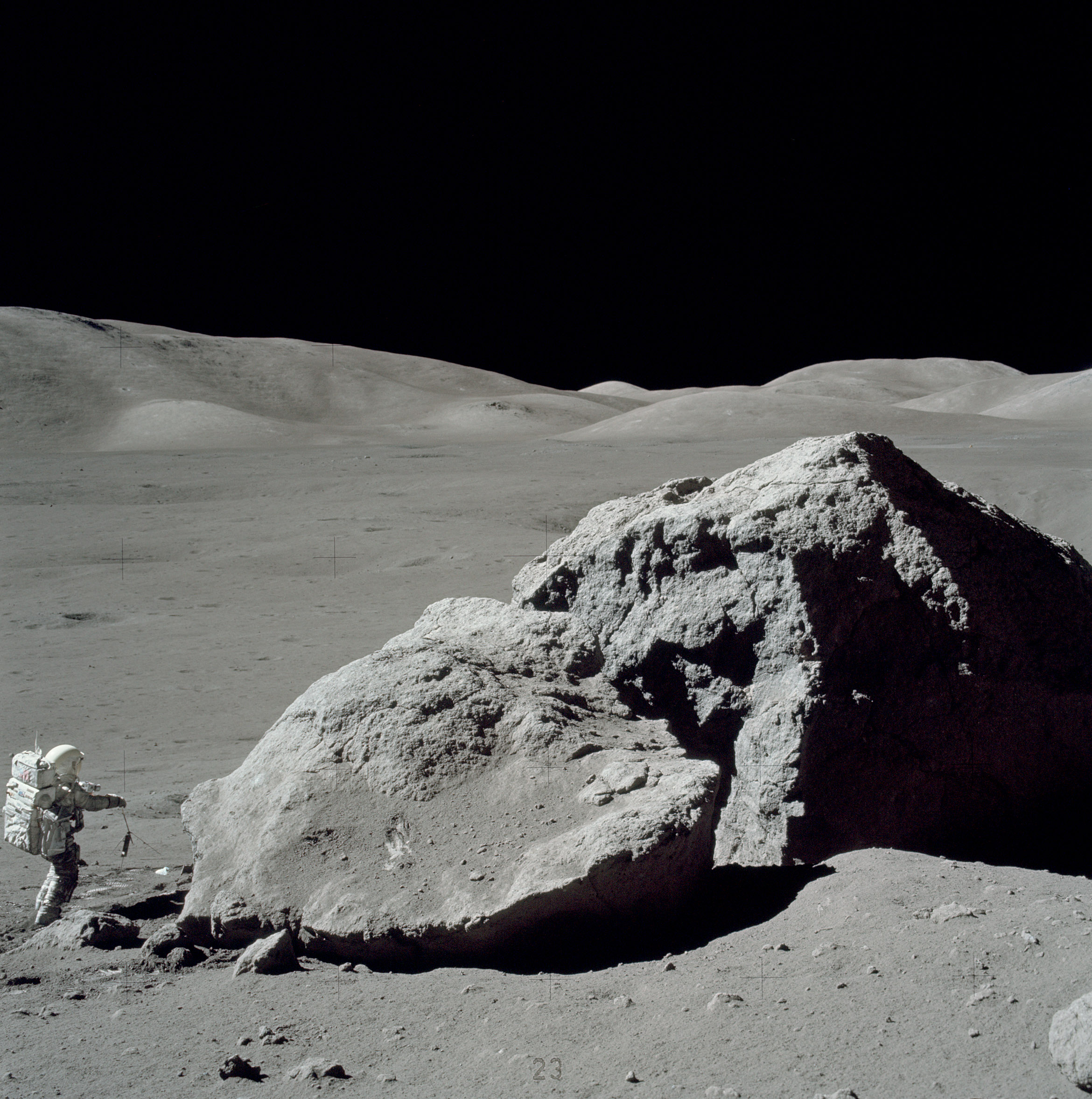
O astronauta Harrison Schmitt da Apollo 17 ao lado de uma rocha em Taurus-Littrow durante a terceira EVA (atividade extraveicular).

O Ranger 1 foi lançado em agosto de 1961, apenas três meses após o discurso do presidente Kennedy. Levaria mais três anos e seis missões Ranger fracassadas até que o Ranger 7 retornasse fotos de perto da superfície lunar antes de atingi-la em julho de 1964. Uma série de problemas com veículos de lançamento, equipamentos de solo e eletrônicos de espaçonaves atormentaram o programa Ranger e as primeiras missões de sondagem em geral. Essas lições ajudaram na Mariner 2, a única sonda espacial dos Estados Unidos bem-sucedida depois do famoso discurso de Kennedy no congresso e antes de sua morte em novembro de 1963.
Em 1966, a União Soviética realizou os primeiros pousos suaves e tirou as primeiras fotos da superfície lunar durante as missões Luna 9 e Luna 13. Os Estados Unidos seguiram o Ranger com o programa Surveyor enviando sete espaçonaves robóticas para a superfície da Lua. Cinco das sete espaçonaves pousaram suavemente com sucesso, investigando se o regolito (poeira) era raso o suficiente para os astronautas ficarem de pé na Lua. Em 24 de dezembro de 1968, a tripulação da Apollo 8, Frank Borman, James Lovell e William Anders, foram os primeiros humanos a entrar na órbita lunar e ver o outro lado da Lua a olho nu. Os humanos pousaram na Lua pela primeira vez em 20 de julho de 1969. O primeiro ser humano a andar na superfície lunar foi Neil Armstrong, comandante da missão americana Apollo 11.
O primeiro robô lunar a pousar na Lua foi o navio soviético Lunokhod 1 em 17 de novembro de 1970, como parte do programa Lunokhod. Até o momento, o último humano a estar na Lua foi Eugene Cernan, que, como parte da missão Apollo 17, caminhou na Lua em dezembro de 1972.
Amostras de rochas lunares foram trazidas de volta à Terra por três missões Luna (Luna 16, 20 e 24) e as missões Apollo 11 a 17 (exceto a Apollo 13, que abortou seu pouso lunar planejado). A Luna 24 em 1976 foi a última missão lunar da União Soviética ou dos Estados Unidos até a sonda Clementine em 1994.
Antes da corrida lunar, os Estados Unidos tinham pré-projetos para bases lunares científicas e militares: o Projeto Lunex e o Projeto Horizon. Além de pousos tripulados, os programas lunares tripulados soviéticos abandonados incluíam a construção de uma base lunar multifuncional, a "Zvezda", o primeiro projeto detalhado e completo de base lunar, com maquetes desenvolvidas de veículos de expedição e módulos de superfície.

## Depois de 1990

A sonda Cassini-Huygens tirou esta imagem durante seu sobrevoo lunar, antes de viajar para Saturno

Em 1990, o Japão visitou a Lua com a espaçonave Hiten, tornando-se o terceiro país a colocar um objeto em órbita ao redor da lua. A espaçonave lançou a sonda Hagoromo na órbita lunar, mas o transmissor falhou, impedindo assim o uso científico da espaçonave. Em setembro de 2007, o Japão lançou a espaçonave SELENE, com os objetivos "obter dados científicos da origem e evolução lunar e desenvolver a tecnologia para a futura exploração lunar", segundo o site oficial JAXA.
A Agência Espacial Europeia lançou uma pequena sonda orbital lunar de baixo custo chamada SMART 1 em 27 de setembro de 2003. O objetivo principal do SMART 1 era fazer raios-X tridimensionais e imagens infravermelhas da superfície lunar. O SMART 1 entrou na órbita lunar em 15 de novembro de 2004 e continuou a fazer observações até 3 de setembro de 2006, quando foi intencionalmente colidido com a superfície lunar para estudar a nuvem de impacto.
A China iniciou o Programa Chinês de Exploração Lunar para explorar a Lua e está investigando a perspectiva de mineração lunar, procurando especificamente o isótopo hélio-3 para uso como fonte de energia na Terra. O país lançou o orbitador lunar robótico Chang'e 1 em 24 de outubro de 2007. Originalmente planejada para uma missão de um ano, a missão Chang'e 1 foi muito bem-sucedida e acabou sendo estendida por mais quatro meses. Em 1 de março de 2009, Chang'e 1 foi intencionalmente impactada na superfície lunar completando a missão de 16 meses. Em 1 de outubro de 2010, a China lançou o orbitador lunar Chang'e 2. A China pousou o rover Chang'e 3 na Lua em 14 de dezembro de 2013, tornando-se o terceiro país a fazê-lo. Chang'e 3 é a primeira espaçonave a pousar suavemente na superfície lunar desde a Luna 24 em 1976. Como a missão Chang'e 3 foi um sucesso, o módulo de aterrissagem da Chang'e 4 foi reaproveitado para os novos objetivos da missão. A China lançou em 7 de dezembro de 2018 a missão Chang'e 4 ao lado oculto da Lua, que pousou em 3 de janeiro de 2019. A Chang'e 4 implantou o rover lunar Yutu-2, que posteriormente se tornou o atual detentor do recorde de distância para viagens à superfície lunar. Entre outras descobertas, o Yutu-2 descobriu que a poeira em alguns locais do outro lado da Lua tem até 12 metros de profundidade.
A agência espacial nacional da Índia, a Organização Indiana de Pesquisa Espacial (ISRO), lançou o Chandrayaan-1, um orbitador lunar não tripulado, em 22 de outubro de 2008. A sonda lunar foi originalmente planejada para orbitar a Lua por dois anos, com objetivos científicos para preparar um atlas tridimensional do lado próximo e distante da Lua e conduzir um mapeamento químico e mineralógico da superfície lunar. O orbitador lançou a sonda de impacto às 15:04 GMT em 14 de novembro de 2008 tornando a Índia o quarto país a alcançar a superfície lunar. Entre as muitas realizações de Chandrayaan estava a descoberta da presença generalizada de moléculas de água no solo lunar. Esta missão foi seguida pela Chandrayaan-2, que foi lançada em 22 de julho de 2019 e entrou na órbita lunar em 20 de agosto de 2019. A Chandrayaan-2 também carregou o primeiro módulo de pouso e rover da Índia, mas estes pousaram com força total.

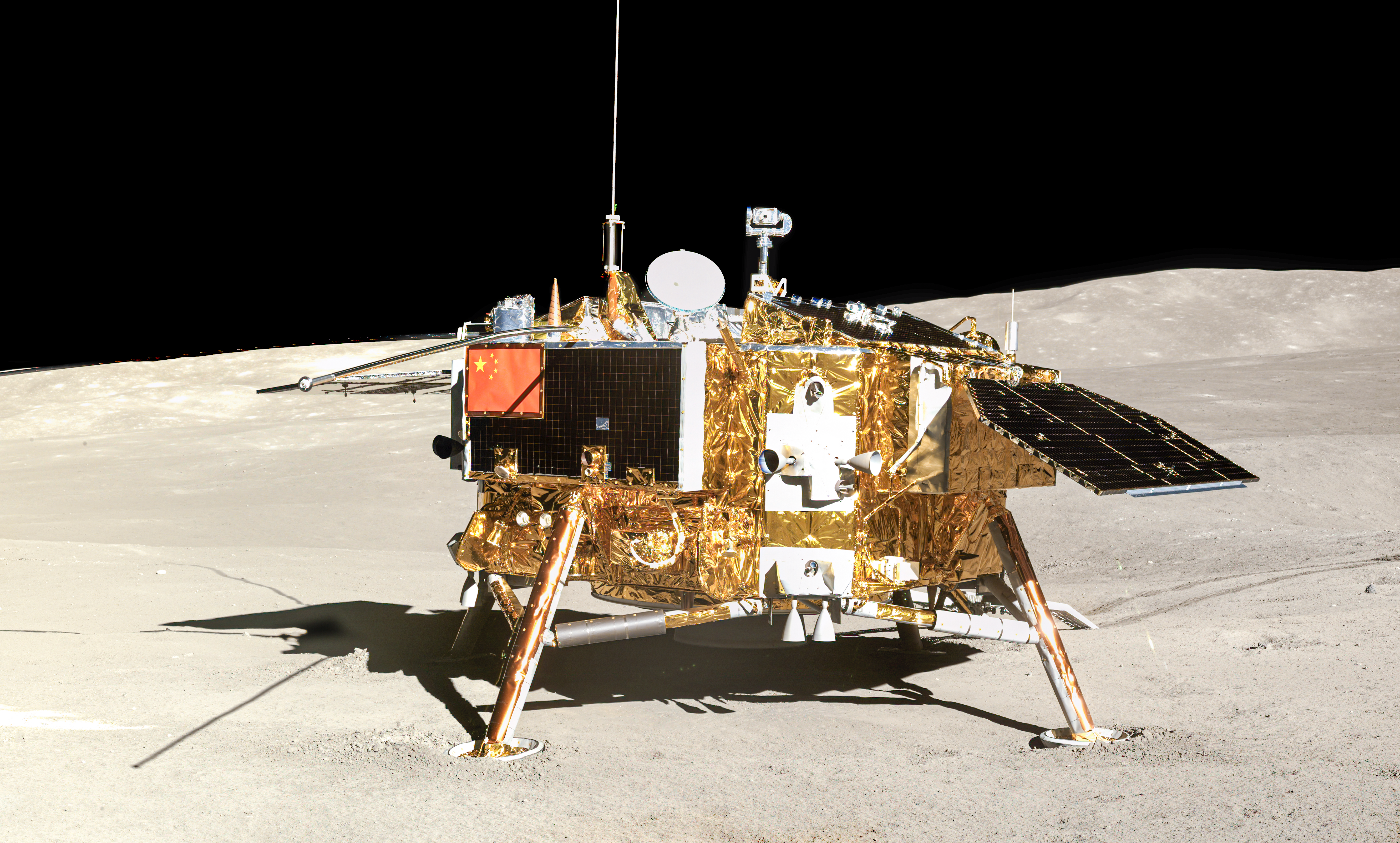
Em 2019, a chinesa Chang'e 4 foi a primeira sonda a pousar no lado oculto da Lua

A Ballistic Missile Defense Organization e a NASA lançaram a missão Clementine em 1994 e a Lunar Prospector em 1998. A NASA lançou a Lunar Reconnaissance Orbiter, em 18 de junho de 2009, que coletou imagens da superfície lunar. Também transportou o satélite de observação e detecção da cratera lunar (LCROSS), que investigou a possível existência de água na cratera Cabeus. A GRAIL é outra missão, lançada em 2011.
A primeira missão comercial à Lua foi realizada pela Manfred Memorial Moon Mission (4M), liderada pela LuxSpace, uma afiliada da alemã OHB AG. A missão foi lançada em 23 de outubro de 2014 com a espaçonave de teste chinesa Chang'e 5-T1, acoplada ao estágio superior de um foguete Longa Marcha 3C/G2. A espaçonave 4M sobrevoou a Lua em uma noite de 28 de outubro de 2014, após o qual entrou na órbita elíptica da Terra, excedendo seu tempo de vida projetado em quatro vezes.
A sonda Beresheet operada pela Israel Aerospace Industries e pela SpaceIL impactou a Lua em 11 de abril de 2019 após uma tentativa de pouso fracassada.
A China planejou realizar uma missão de retorno de amostra com sua espaçonave Chang'e 5 em 2017, mas essa missão foi adiada devido à falha do veículo de lançamento Longa Marcha 5. No entanto, após um retorno bem-sucedido do voo do foguete no final de dezembro de 2019, a China planejou sua missão de retorno de amostra Chang'e 5. A China completou esta missão em 16 de dezembro de 2020 com a devolução de aproximadamente 2 quilos de amostra lunar.

## Missões futuras

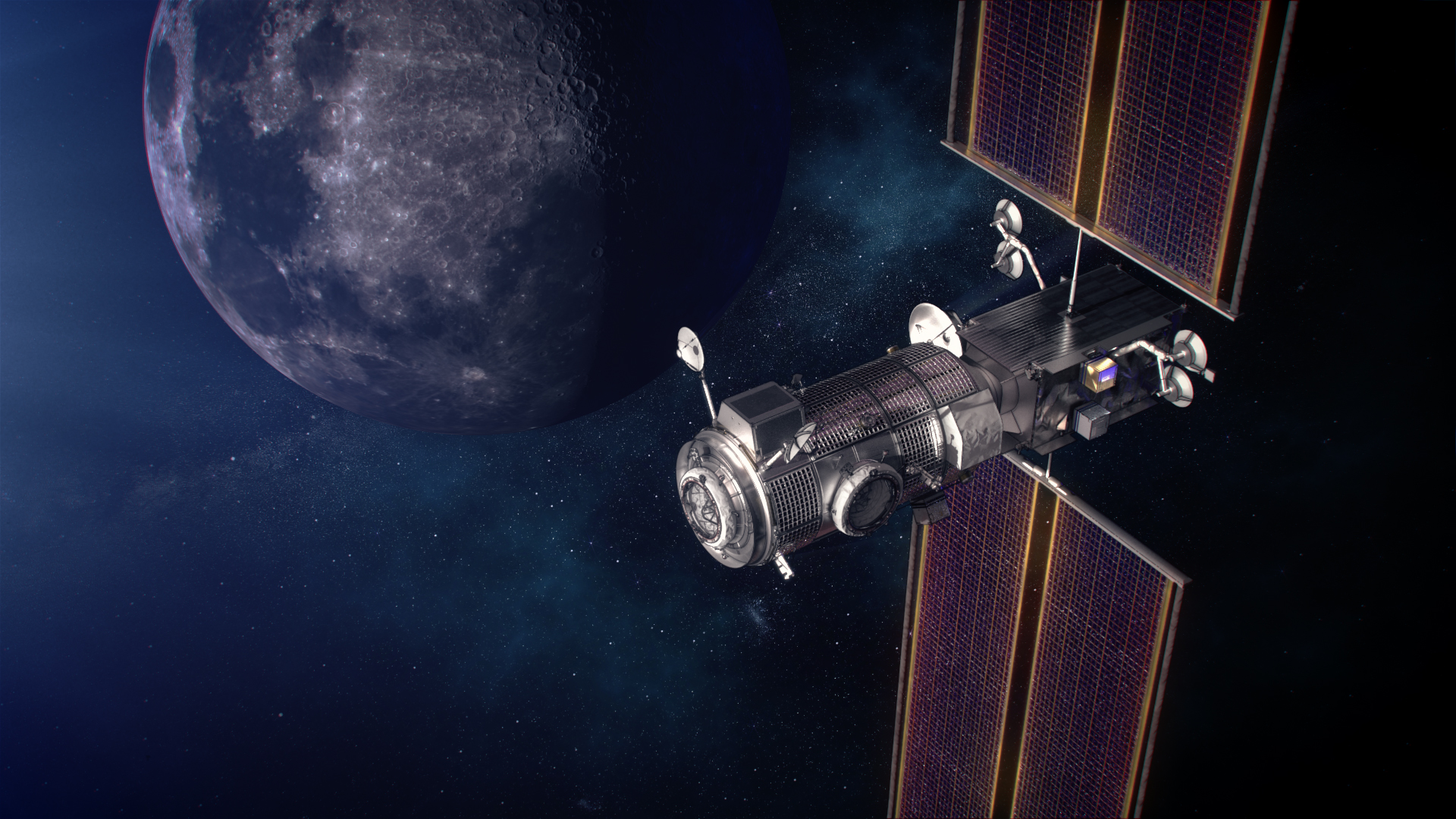
Representação artística da estação espacial Lunar Gateway

A Rússia anunciou planos para retomar seu projeto anteriormente congelado Luna-Glob, um módulo de aterrissagem e orbitador não tripulado, com lançamento previsto para 2021. Em 2015, Roscosmos afirmou que a Rússia planeja colocar um astronauta na Lua em 2030, deixando Marte para a NASA. O objetivo é trabalhar em conjunto com a NASA e evitar uma corrida espacial. Uma Estação Orbital Lunar russa foi proposta para orbitar em torno da Lua após 2030.
Em 2018, a NASA lançou planos para retornar à Lua com parceiros comerciais e internacionais como parte de uma campanha de exploração da agência global em apoio à Diretiva de Política Espacial 1, dando origem ao programa Artemis e aos Serviços de Carga Lunar Comercial (CLPS, sigla em inglês). A NASA planeja começar com missões robóticas na superfície lunar, bem como no Lunar Orbital Platform – Gateway tripulado. A partir de 2019, a NASA está emitindo contratos para desenvolver novos serviços de entrega de pequenas cargas lunares, desenvolver sondas lunares e conduzir mais pesquisas na superfície da Lua antes do retorno humano. O programa Artemis envolve vários voos da espaçonave Orion e pousos lunares de 2022 a 2028.
Em 3 de novembro de 2021, a NASA anunciou que escolheu um local de pouso na região polar sul lunar perto da cratera Shackelton para uma espaçonave não tripulada que incluía o Experimento 1 de Mineração de Gelo de Recursos Polar da NASA. A localização precisa foi chamada de "Shackelton Connecting Ridge", que apresenta a vantagem de exposição solar quase contínua e linha de visão com a Terra para comunicação.